# Rezerwat przyrody Zaleskie Bagna
Zaleskie Bagna – torfowiskowy rezerwat przyrody o powierzchni całkowitej 402,09 ha, w tym w województwie zachodniopomorskim (ZP) 114,34 ha, w województwie pomorskim (P) 287,75 ha. Został utworzony dwoma odrębnymi rozporządzeniami: Wojewody Zachodniopomorskiego z 27 września 2006 oraz Wojewody Pomorskiego z 4 grudnia 2006. Rezerwat położony jest w województwie zachodniopomorskim, w powiecie sławieńskim, w gminie Postomino oraz w województwie pomorskim, w powiecie słupskim, w gminie Ustka, 2–3,5 km od brzegu Bałtyku, 1 km na północ od Złakowa i 2 km na północny zachód od Zaleskich.
Prawie cały teren rezerwatu leży w granicach obszaru siedliskowego sieci Natura 2000 „Przymorskie Błota” PLH220024.
Torfowisko typu bałtyckiego, na około 1,5–2 m warstwie torfu niskiego zalega kilkudziesięciocentymetrowa warstwa torfów przejściowych i wysokich, tworząc mało czytelną kopułę. Torfowisko dawniej zmeliorowano i odwodniono, co negatywnie wpłynęło na jego stan, jednak obecnie rowy pozarastały. Na obszarze dominują bory i brzeziny bagienne w różnym stanie zachowania, w części centralnej kilkudziesięciohektarowy otwarty mszar z nielicznymi pojedynczymi osobnikami sosny i brzozy. Na południowo-zachodnim skraju jezioro Złakowo (7,73 ha). Cechą charakterystyczną rezerwatu jest występowanie gęstych zarośli woskownicy europejskiej (Myrica gale), niekiedy tworzących kilkuhektarowe powierzchnie. Dużą wartością są stanowiska reliktowej maliny moroszki (Rubus chamaemorus) oraz długosza królewskiego (Osmunda regalis).
Celem ochrony jest zachowanie ze względów dydaktyczno-naukowych wysokiego torfowiska bałtyckiego wraz z występującymi na nim ekosystemami: mszarnym, bagiennym, wodnym i leśnym.
Rezerwat leży na terenie Nadleśnictwa Ustka. Nadzór nad nim sprawują Regionalny Konserwator Przyrody w Gdańsku i Regionalny Konserwator Przyrody w Szczecinie. Posiada dwa osobne plany ochrony dla obu województw, na ich mocy cały obszar rezerwatu objęty jest ochroną czynną.
Około 0,4 km na wschód znajduje się rezerwat „Jezioro Modła”.